# قانون مشروع الجزيرة 2005
تم اجازة قانون مشروع الجزيرة في عام 2005 وسمي بقانون 2005 في ظل حكومة المؤتمر الوطني ، وبومجبه تم إلغاء قانون مشروع الجزيرة لعام 1984 الذي أجيز في عهد حكومة مايو برئاسة جعفر نميري

## القواعد الأسياسية لقانون 2005
- عمل أتاحة حرية أختيار المحاصيل الزراعية
- خيار تمليك الأراضي للمزارعين
- اعطاء المزارع الحق في التصف في الأراضي الزراعية (الحواشات)
- إنشاء روابط مستخدمي المياه
- تقليص دور مجلس الإدارة [2]

## مشاكل قانون 2005
- إعطاء حرية زراعة المحاصيل أدى الي توفر عدد محدد من المنتجات الزراعية ولم تجد التسويق الكافي [3]
- إلغاء وإعفاء الخفراء والمفتشيين الزراعيين مما أدى الي تدهور عام في مشروع الجزيرة

تقليص مهام إدارة مشروع الجزيرة ادى إلي فقدان عدد كبير من أصول المشروع 

## اقرأ أيضا
مشروع الجزيرة